# 디멘시아 13
《디멘시아 13》(영어: Dementia 13, 영국 제목 영어: The Haunted And The Hunted)은 미국에서 제작된 프랜시스 포드 코폴라 감독의 1963년 공포 스릴러 영화이다. 루아나 앤더스 등이 출연하였고, 새뮤얼 Z. 아코프 등이 제작에 참여하였다.
아메리칸 인터내셔널 픽처스에서 1963년 가을 로저 코먼의 SF 공포 영화 《X-레이 눈을 가진 사나이》와 함께 동시 상영으로 배급하였다.

## 출연진
- 윌리엄 캠벨
- 루아나 앤더스
- 메리 미첼
- 패트릭 매기
- 에녀 던
- 바르바라 다울링

## 기타 제작진
- 미술: 앨버트 로커텔리
- 제작 2팀 각본: 잭 힐